# Коле дела Торе (Кампобасо)
Коле дела Торе је насеље у Италији у округу Кампобасо, региону Молизе.
Према процени из 2011. у насељу је живело 680 становника. Насеље се налази на надморској висини од 48 м.